# Creio (álbum de Diante do Trono)
Creio é o décimo quinto álbum ao vivo do grupo Diante do Trono, gravado em 9 de junho de 2012, na cidade de Manaus, Amazonas, durante e após a Marcha para Jesus e lançado em 25 de setembro do mesmo ano. A obra comemora os quinze anos de história do grupo, com um disco produzido por Vinícius Bruno e Jarley Brandão, contando com várias participações especiais. O vídeo do trabalho foi dirigido por Alex Passos.
A obra se destaca dentre a discografia do grupo por não conter espontâneos e canções mais curtas que possibilitaram um repertório maior. Antes mesmo de sua distribuição nas lojas, a obra foi liberada para audição e download no Sonora, liderando a lista dos mais ouvidos. Em um dia de lançamento, o disco chegou a vender cinquenta mil cópias.
Creio foi masterizado por músicos da banda Gateway Worship. Dentre as faixas, concentram-se músicas inéditas e traduções feitas por Ana Paula Valadão. As versões da gravação (incluindo Tudo Para Mim (My Everything), exclusiva para o DVD) correspondem a todas as músicas do álbum Great, Great God, da Gateway Worship. Creio foi lançado pela gravadora Som Livre, atualmente distribuído pela gravadora Diante do Trono em vários formatos físicos.

## Antecedentes
Em 2009, o Diante do Trono já manifestava interesse em gravar um álbum ao vivo em Manaus. Assim ocorreu com o projeto Tua Visão, que inicialmente seria gravado na cidade, porém o evento foi cancelado, fazendo com que a obra fosse gravada em Belo Horizonte.
No ano anterior à gravação de Creio, o Diante do Trono lançou Sol da Justiça, gravado em Natal, que vendeu cinquenta mil cópias nos primeiros dias de lançamento. O conjunto comemorava até então, seus catorze anos de carreira bem sucedida no meio cristão.[carece de fontes?]
Antes mesmo da produção, Ana Paula Valadão já manifestava interesse em fazer algo especial na décima quinta gravação da banda.[carece de fontes?] A artista declarou: "A gente está orando porque ano que vem a gente faz 15 anos de ministério, é uma data muito bonita e já estamos com várias ideias para celebrar essa data."[carece de fontes?]
Em fevereiro de 2012, a banda divulgou que a gravação da obra seria no dia 2 de junho na cidade de Manaus, num local ainda não definido. A distribuição do trabalho, assim como os títulos anteriores seria feito pela gravadora secular Som Livre.[carece de fontes?] Ainda no mesmo mês, o Diante do Trono divulgou um logotipo desenvolvido pela Quartel Design que comemora os quinze anos do grupo. Para o décimo quinto álbum já era estimado um público de seiscentas mil pessoas.[carece de fontes?]
No mês seguinte, o evento possuía data e local definida, dia 9 de junho no Sambódromo de Manaus, durante o final da Marcha para Jesus em Manaus. A partir de 17 de março de 2012, a banda abriu inscrições para pessoas interessadas em integrar o coral que faria parte da gravação. Segundo os organizadores, não era necessária experiência, somente saber as canções que seriam interpretadas na gravação. As inscrições eram feitas no site oficial da banda, através de um cadastro.[carece de fontes?]
No início de maio daquele ano, Ana Paula Valadão divulgou em seu Twitter o nome da obra, Creio. Tal postagem fez com que fãs do conjunto criassem uma hashtag relacionada ao título da obra, que ficou entre os três assuntos mais comentados na rede social naquele dia em todo o Brasil.[carece de fontes?] No final daquele mês foi lançado o hot-site da gravação, intitulado com o nome homônimo da obra. Tal hot-site, desenvolvido pela Quartel Design foi dividido em três partes: Uma possuía as letras das canções e as outras mostravam inscrições do coral e caravanas para o show.[carece de fontes?]
No dia 2 de junho, faltando uma semana para o show, o Diante do Trono realizou o tradicional ensaio, sempre realizado pela banda uma semana antes de uma gravação ao vivo.
Naquele início de mês o palco já estava sendo montado no final do sambódromo para garantir o aproveitamento da arquibancada e das passarelas. Ainda, foi noticiado que a estrutura seria no formato de um "D", em alusão ao logotipo do conjunto. Para evitar o transtorno causados pela chuva na gravação de Sol da Justiça, a equipe técnica do Diante do Trono trabalhava com um material que era resistente à chuva, garantindo que a gravação de Creio fosse realizada sem contratempos.
O Diante do Trono escolheu Alex Passos para ser o diretor de vídeo do álbum da banda. Alex já havia trabalhado em outras produções, como Vai Brilhar e Uma História Escrita pelo Dedo de Deus, de Mariana Valadão e Thalles Roberto, respectivamente. O diretor optou fazer um trabalho diferente dos anteriores feitos pelo grupo. Segundo ele, seriam usadas treze câmeras e durante o evento aconteceriam coisas malucas, como uma porta no palco que Ana entraria, mas que no DVD sairia em outro lugar, usando clipes que seriam intercalados com as imagens do show.
Alex também informou que não seriam usados LEDs no palco, pois segundo ele já eram muito explorados em outras produções, o que causou um grande questionamento por parte de fãs da banda. Entretanto, o diretor alegou que inovaria em alguns pontos para compensar o não-uso das telas de alta definição. Ainda foi anunciado a participação de um grupo de teatro local na gravação.
A construção do palco já estava em execução, e o coral para a gravação já possuía um número confirmado de cinco mil pessoas, e tal número já estava aumentando.
Uma rádio de Manaus anunciou em sua programação que transmitiria o áudio da gravação para seus ouvintes direto da mesa de som. A notícia foi desmentida pelo produtor executivo da banda, Júnior Monteiro, que declarou como algo impossível de acontecer, porque a Som Livre, detentora dos direitos comerciais do grupo não permitiria, além do próprio Diante do Trono, que não divulga tais gravações.
A empresa italiana de roupas Follow J ficou responsável por fazer uma linha de camisetas para que os integrantes do Diante do Trono as usassem no show e para venda posteriormente. Tais camisas possuem representações da fauna e flora brasileira, assim como a hidrografia do estado do Amazonas.
No dia anterior à gravação, Alex Passos deu uma entrevista onde comentou a sua expectativa em relação àquela gravação dizendo que estava se divertindo com toda aquela espera do público. Também declarou que não é o diretor do show, mas sim do DVD, e por isso estava trazendo as inovações para o registro áudio-visual.
| “ | É uma característica um pouco minha como diretor: no Thalles eu criei um palco diferente do palco principal, na Mariana fizemos uma passarela de LED, já é uma tendência minha sair do palco tradicional, porque o palco é algo de todo mundo, e se você não der uma identidade a ele, ele fica igual a qualquer outro… | ” |

## Gravação

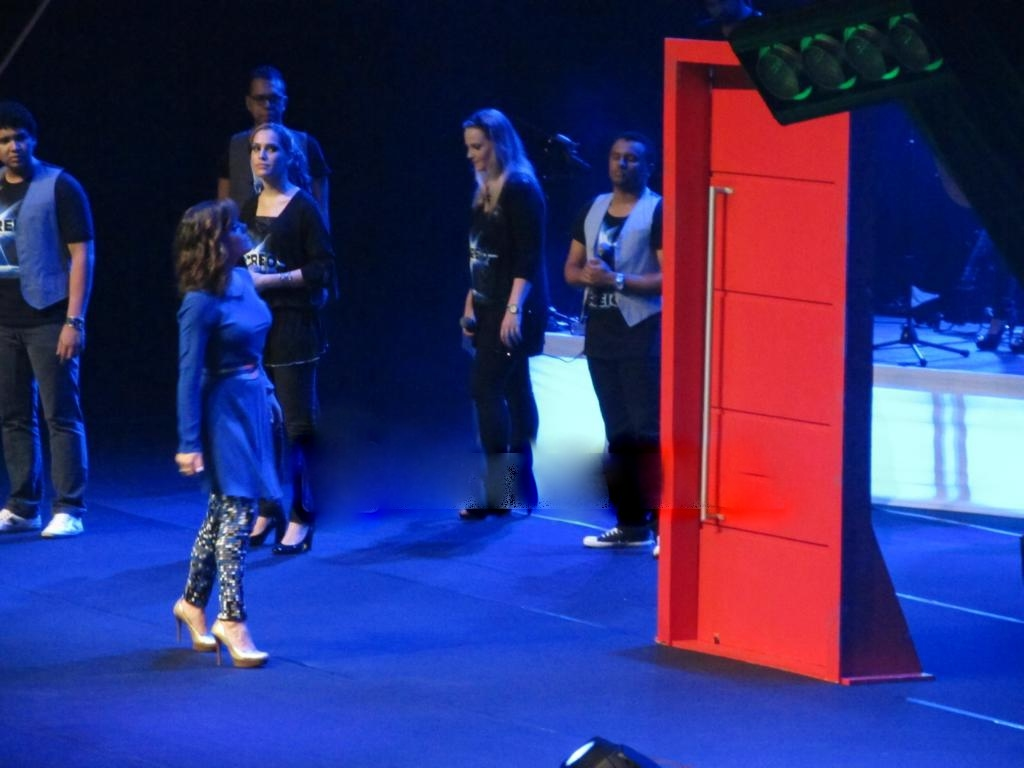
A porta no palco utilizada por Ana Paula Valadão.

O dia 9 de junho de 2012 chegou e a gravação de Creio foi realizada. O Diante do Trono conseguiu reunir, no sambódromo, 350 mil pessoas. Entretanto, segundo a polícia militar em toda a marcha foram 750 a 800 mil pessoas. Por conta da grande presença do público, Rogério Oliver do Gospel no Divã comentou em sua reportagem publicada no site: "O projeto Creio afirma que o gospel tem o seu mainstream e que um ministério com 15 anos de estrada ainda consegue causar tanto rebuliço nas mídias em geral apenas por gravar um CD e DVD. No rock tivemos os Beatles, no pop Michael Jackson e no gospel tupiniquim o Ministério de Louvor Diante do Trono."
O show começou às 17h15min com uma palavra e oração de Márcio Valadão, pastor da Igreja Batista da Lagoinha. Após sua participação, entra Felippe Valadão, que começa a interpretar canções do Diante do Trono e de outros músicos, como Asaph Borba e Antônio Cirilo. Depois da passagem de pastores e músicos que cantaram e oraram no evento, entram todos os integrantes do Diante do Trono, exceto Ana Paula Valadão. Naquele momento eram quase oito horas da noite e a banda cantou "Águas Purificadoras", do terceiro álbum do conjunto, quando a artista entra no refrão desta.
A gravação foi interrompida logo na primeira música, "Toma o Teu Lugar", por conta de uma interpretação do coral que emocionou Valadão, entretanto logo o evento foi retomado. Durante as canções, a banda apresentou o som da percussão, em homenagem à cultura amazonense. Ainda houve um show pirotécnico, dramatização de uma companhia de teatro, a porta laranja no palco e a participação de um engolidor de fogo durante a gravação de Creio.
Em "Santo, Santo, Santo" houve a presença de Thomas Miller, integrante da Gateway Worship, além de Mariana e Felippe Valadão. O grupo ainda regravou o clássico "Preciso de Ti" em uma nova versão. Entre as últimas do repertório, em "Casa de Oração" houve a participação de Ludmila Ferber, Gilmar Britto e Ana Lúcia Câmara.
O show contou com um coral de dez mil pessoas com luvas brancas nas mãos, que no final cantaram "Parabéns a você", que acabaram a surpreender os músicos da banda. Todos os integrantes andaram no "D", enquanto o público gritava: "Pula, sai do chão, 15 anos de unção!" Bolas coloridas foram jogadas por anjos naquele momento.
O evento encerrou com uma comemoração dos músicos e do público dos 15 anos da banda, além de agradecimentos e uma oração de Márcio Valadão. A gravação acabou próximo à meia-noite.
Vários veículos da imprensa estiveram na gravação de Creio, como o Diário do Amazonas, G1, Rede Boas Novas, entre outros. Foram usadas mais de 150 caixas de som, fazendo com que o show pudesse ser ouvido em 6 km de distância. Houve oito painéis LED, dois ao lado do palco (esquerda e direita) e os outros seis distribuídos pelo sambódromo.
Após a gravação, o Diante do Trono permaneceu no estado do Amazonas, onde gravou os clipes que fariam parte do registro audiovisual da obra. Um dos locais foi a tribo indígena Hywi, visitada pela artista Ana Paula Valadão, onde foi gravado cenas para a canção "Preciso de Ti". A cantora cantou para as crianças e tomou banho no Rio Negro com elas.[carece de fontes?]
Em agosto, a Quartel Design divulgou o projeto gráfico do disco, que conta com uma imagem do show pirotécnico ocorrido no Sambódromo durante o evento, com o título Creio, destacando a palava "rei" formada com a união das três letras existentes no título da obra.[carece de fontes?]

## Estilo musical e influências
Grande parte do repertório de Creio são traduções de canções da Gateway Worship, além de inéditas escritas por Ana Paula Valadão. Ela contou, em uma entrevista, que suas composições surgiram a partir de meditações e orações. "Creio", por exemplo, foi escrita dentro de um táxi enquanto a artista passava por regiões pobres de Belo Horizonte, quando sentia que não veria o Brasil transformado, mas logo surgiu uma esperança e ela escreveu a canção.
Valadão também contou que, para a gravação de cada projeto, são pensados nas características das regiões onde os eventos são realizados.

## Lançamento e recepção
| Críticas profissionais | Críticas profissionais |
| Avaliações da crítica  | Avaliações da crítica  |
| Fonte                  | Avaliação              |
| ---------------------- | ---------------------- |
| Gospel no Divã         | (favorável)            |
| O Propagador           | [ 17 ]                 |
| Super Gospel (CD)      | [ 18 ]                 |
| Super Gospel (DVD)     | [ 19 ]                 |

Creio recebeu em grande parte avaliações positivas da mídia especializada. Rogério Oliver, do Gospel no Divã, afirmou que o disco é a melhor produção técnica feita pelo Diante do Trono, mas defendendo que o disco não possui um conceito voltado a música brasileira, e que deve ser ouvido como um disco internacional com letras em português. A falta de espontâneos também foi um ponto elogiado pelo resenhista.
O guia discográfico do portal O Propagador atribuiu quatro estrelas de cinco ao álbum, destacando que o álbum é "uma vitrine de versões, mas não deixa a desejar em sua parte inédita", o que, com sem espontâneos, tornou o disco livre da monotonia dos anteriores.
O portal Super Gospel publicou duas diferentes resenhas acerca do disco. Jhonata Cardoso, autor da análise destinada a DVD posicionou-se desfavorável, afirmando que a banda, com sua influência de bandas congregacionais estrangeiras tem perdido sua identidade. O resenhista também não manifestou opinião favorável aos clipes utilizados entre as cenas do show. Por outro lado, a avaliação de sua versão em CD abordou aspectos mais positivos, como a falta de espontâneos e a produção musical.
Em 2019, o Super Gospel reavaliou Creio. Sua versão em vídeo, com cotação de 4 estrelas de 5, foi eleito o 4º melhor DVD da década, com a afirmação de que o projeto é "o registro mais teatral de toda a sua carreira" e que "é um prato cheio de efeitos visuais, inclui vários elementos da cultura do norte brasileiro e fez crescer a imagem de outros integrantes do grupo além de Ana Paula Valadão".  Sua versão em CD ganhou cotação de 3 estrelas e meio de 5, com a justificativa de que Creio é o título "mais descaradamente acessível e popular que o Diante do Trono sempre evitou fazer, e por isso foi um dos seus registros mais vibrantes". Foi eleito o 99º melhor álbum da década de 2010.

## Prêmios e indicações
| Premiação        | Categoria | Indicado | Resultado |
| ---------------- | --------- | -------- | --------- |
| Troféu Promessas |           |          |           |
| Melhor CD        | Creio     | Venceu   |           |
| Melhor DVD       | Creio     | Indicado |           |
| Melhor Música    | "Creio"   | Indicado |           |

## Faixas
Aqui listam o título, compositores e duração de cada faixa contida no álbum Creio:
| N.º | Título                                                                    | Compositor(es)                                                                | Vocais                                                                       | Duração |  |
| 1.  | "Toma o Teu Lugar"                                                        | Ana Paula Valadão                                                             | Ana Paula Valadão                                                            | 05:40   |  |
| 2.  | "Canta Minh'alma"                                                         | Ana Paula Valadão                                                             | Ana Paula Valadão                                                            | 04:24   |  |
| 3.  | "Enquanto eu Viver (Everday I Live)"                                      | Klaus Kuehn e Thomas Miller / Versão: Ana Paula Valadão                       | Israel Salazar e Ana Paula Valadão                                           | 03:52   |  |
| 4.  | "Jesus Amado"                                                             | Ana Paula Valadão                                                             | Ana Paula Valadão, Rodrigo Campos e Saara Campos                             | 05:29   |  |
| 5.  | "Grande Deus (Great, Great God)"                                          | David Moore / Versão: Ana Paula Valadão                                       | Guilherme Fares e Ana Paula Valadão                                          | 05:35   |  |
| 6.  | "Escudo e Proteção (Sun & Shield)"                                        | Glen Packiam, Shannon Alford e Sion Alford / Versão: Ana Paula Valadão        | Israel Salazar, Marine Friesen e Amanda Cairús                               | 05:13   |  |
| 7.  | "Creio"                                                                   | Ana Paula Valadão                                                             | Ana Paula Valadão                                                            | 06:59   |  |
| 8.  | "O Vencedor (Victorius)"                                                  | Walker Beach / Versão: Ana Paula Valadão                                      | Israel Salazar, Tião Bastista, Rodrigo Campos e Guilherme Fares              | 04:29   |  |
| 9.  | "Porque estás Comigo"                                                     | Ana Paula Valadão                                                             | Ana Nóbrega                                                                  | 04:50   |  |
| 10. | "Em Tua Presença (When I'm With You)"                                     | Klaus Kuehn / Versão: Ana Paula Valadão                                       | Ana Paula Valadão                                                            | 04:57   |  |
| 11. | "Só um Relance"                                                           | Ana Paula Valadão                                                             | Ana Paula Valadão                                                            | 05:34   |  |
| 12. | "Santo, Santo, Santo (Salvador e Rei) [Holy, Holy, Holy (Savior & King)]" | Reginald Heber, John Bacchus Dykes e Walker Beach / Versão: Ana Paula Valadão | Thomas Miller, Mariana, Felippe e Ana Paula Valadão                          | 06:05   |  |
| 13. | "Casa de Oração"                                                          | Ana Paula Valadão                                                             | Ana Paula Valadão, Ludmila Ferber, Ana Lúcia Ferreira Câmara e Gilmar Britto | 04:24   |  |
| 14. | "Vinho Novo"                                                              | Ana Paula Valadão                                                             | Ana Paula Valadão                                                            | 05:26   |  |

DVD
| Titulo                                                  | Solista                                                            |
| ------------------------------------------------------- | ------------------------------------------------------------------ |
| Toma o Teu Lugar                                        | Ana Paula Valadão                                                  |
| Canta Minh'Alma                                         | Ana Paula Valadão                                                  |
| Enquanto Eu Viver (Everyday I Live)                     | Ana Paula Valadão, Israel Salazar                                  |
| Jesus Amado                                             | Ana Paula Valadão, Rodrigo Campos, Saara Campos                    |
| Tudo Para Mim                                           | Ana Paula Valadão                                                  |
| Grande Deus (Great, Great God)                          | Ana Paula Valadão, Guilherme Fares                                 |
| Escudo e Proteção (Sun and Shield)                      | Israel Salazar, Amanda Carius, Marine Friesen                      |
| Espontâneo                                              | Israel Salazar                                                     |
| Creio                                                   | Ana Paula Valadão                                                  |
| O Vencedor (Victorious)                                 | Israel Salazar, Rodrigo Campos, Tião Batista, Guilherme Fares      |
| Porque Estás Comigo                                     | Ana Nóbrega                                                        |
| Espontâneo                                              | Ana Nóbrega                                                        |
| Em Tua Presença                                         | Ana Paula Valadão                                                  |
| Espontâneo                                              | Ana Paula Valadão                                                  |
| Só Um Relance                                           | Ana Paula Valadão, Israel Salazar, Ana Nóbrega                     |
| Santo, Santo, Santo (Salvador e Rei) (Saviour and King) | Ana Paula Valadão, Thomas Miller, Mariana Valadão, Felippe Valadão |
| Preciso de Ti                                           | Ana Paula Valadão                                                  |
| Casa de Oração                                          | Ana Paula Valadão, Ludmila Ferber, Ana Lúcia Câmara, Gilmar Britto |
| Vinho Novo                                              | Ana Paula Valadão                                                  |

Extras
- Making Of
- Visita aos Ribeirinhos
- Encontro das Águas

## Ficha técnica

### Banda
- Ana Paula Valadão - Vocal
- Vinícius Bruno - Teclado, piano, produção musical, edição de áudio, overdubs
- Israel Salazar - Vocal, percussão, vocal de apoio
- Ana Nóbrega - Vocal e vocal de apoio
- Rodrigo Campos - Vocal, vocal de apoio e arranjo vocal
- Tiago Albuquerque - Bateria
- Daniel Friesen - Baixo
- Jarley Brandão - Guitarra solo
- Elias Fernandes - Guitarra base
- Amanda Cariús - Vocal de apoio
- Marine Friesen - Vocal de apoio, percussão e violão
- Roberta Izabel - Vocal de apoio
- Saara Campos - Vocal de apoio
- Tião Batista - Vocal de apoio
- Guilherme Fares - Vocal e vocal de apoio
- Letícia Brandão - Vocal de apoio

### Músicos convidados
- Johnny Esi - Teclado
- Ludmila Ferber - Vocal em "Casa de Oração"
- Mariana Valadão - Vocal em "Santo Santo, Santo"
- Felippe Valadão - Vocal em "Santo, Santo, Santo"
- Thomas Miller - Vocal em "Santo, Santo, Santo"
- Ana Lúcia Câmara - Vocal em "Casa de Oração"
- Gilmar Britto - Vocal em "Casa de Oração"

### Equipe Técnica
- Alex Passos - Diretor de vídeo
- Júlio Reis Júnior - Roadie